# Küçükçekmece
Küçükçekmece (AFI /kyˈtʃyktʃekmedʒe/), de l'antic Küçükçökmece "petita depressió", és un districte de la província d'Istanbul, Turquia, situat en la part europea d'Istanbul. Es troba a 23 km del centre de la ciutat, i prop de l'Aeroport Internacional Atatürk.

## Localització
Küçükçekmece es troba a la costa de la Mar de Màrmara, a la riba oriental d'un entrant del mar anomenat Küçükçekmece Gölü. En l'altre costat de l'entrant es troba el districte d'Avcılar i el campus de la Universitat d'Istanbul. L'entrant es comunica amb la Mar de Mármara mitjançant un estret canal, per la qual cosa l'aigua no és salada. Els rierols que desemboquen a l'entrant estan molt contaminats, ja que contenen les aigües residuals de les indústries de la zona; tanmateix, s'estan desenvolupant plans per netejar-lo, i a poc a poc s'està recuperant la vida animal que antigament existia.

## Història
La llacuna ha estat gairebé sempre sota control del poder imperial, fos quin fos aquest, ja que la via que connectava la ciutat amb Europa passava per allà.
Fins als anys 1950, Küçükçekmece va ser una destinació habitual dels habitants d'Istanbul, que arribaven amb tren per banyar-se, pescar anguiles o asseure's a la vora del mar.
El terreny és pla, i s'eleva lleugerament segons s'endinsa cap a l'interior. Per aquesta raó, s'han aixecat nombrosos edificis en els quals s'hi poden encabir fàbriques i habitatges. En l'actualitat, aquest desenvolupament urbanístic es continua produint, i s'ha vist accelerat per la construcció de l'autopista TEM cap a Europa. En particular, la zona d'Ikitelli és molt industrial i es continuen construint nombroses fàbriques. El centre d'investigació nuclear es troba al costat del llac.

## Küçükçekmece en l'actualitat
La població de Küçükçekmece creix ràpidament, per la qual cosa s'estan construint col·legis, supermercats, centres comercials, etc. Tanmateix, la major part del districte es caracteritza per ser pobre i de classe obrera. Gran part dels edificis s'han construït de manera il·legal.

## Llocs d'interès
Existeix un pont antic de gran bellesa que creua l'entrada de la llacuna, construït per Mimar Sinan, el famós arquitecte otomà. S'ha restaurat i es conserva en bon estat.

## Divisió administrativa

### Mahalleler
Atakent  ·  Atatürk  ·  Beşyol  ·  Cennet  ·  Cumhuriyet  ·  Fatih  ·  Fevzi Çakmak  ·  Gültepe  ·  Halkalı  ·  İnönü  ·  İstasyon  ·  Yarımburgaz